# اده دونائی
اِدِه دونائی (مجاری: Dunai Ede؛ زادهٔ ۱۴ ژوئیهٔ ۱۹۴۹) بازیکن فوتبال اهل مجارستان است.
از باشگاه‌هایی که در آن بازی کرده‌است می‌توان به باشگاه فوتبال اویپشت اشاره کرد.
وی به‌همراه تیم ملی فوتبال مجارستان در بازی‌های المپیک تابستانی ۱۹۷۲ شرکت کرده‌است.